# Margrit Aust
Margareta „Margrit“ Agnes Aust (* 18. November 1921 in Wien; † 18. Dezember 2014 ebenda) war eine österreichische Schauspielerin.

## Leben
Aust spielte in der Nachkriegszeit größere Rollen in verschiedenen Spielfilmproduktionen, beispielsweise in Géza von Cziffras Leuchtende Schatten, neben Curd Jürgens in Hexen und in der Peter-Kraus-Komödie Alle lieben Peter. 
Sie spielte öfters unter der Regie ihres Ehemannes Hans Schott-Schöbinger, so auch in ihrer letzten Kinoproduktion: In der Komödie Die drei Scheinheiligen war sie 1964 als weibliche Hauptrolle neben Willy Millowitsch, Harald Juhnke und Walter Gross zu sehen.
Zuletzt in einem Pflegeheim wohnhaft, verstarb Margrit Aust 2014 einen Monat nach ihrem 93. Geburtstag in ihrer Heimatstadt Wien und wurde auf dem Dornbacher Friedhof beigesetzt.

## Filmografie
- 1945: Leuchtende Schatten
- 1949: Hexen
- 1954: Der rote Prinz
- 1955: Zwei Herzen und ein Thron
- 1956: Holiday am Wörthersee
- 1959: Alle lieben Peter
- 1960: … und keiner schämte sich
- 1962: Der Pastor mit der Jazztrompete
- 1964: Die drei Scheinheiligen